# Остров Кётлица
Остров Кётлица — остров архипелага Земля Франца-Иосифа. Наивысшая точка острова — 158 метра. Административно относится к Приморскому району Архангельской области России. Находится на территории государственного природного заказника федерального значения «Земля Франца-Иосифа».

## Расположение
Остров Кётлица находится в центральной части архипелага в 6 километрах к западу от острова Нансена и в 9 километрах к северу от острова Гукера.
Отделён от острова Нансена проливом Роберта Пиля (назван в честь государственного деятеля Британии Роберта Пиля), от острова Гукера — проливом Аллен-Юнг.

## Описание
Остров имеет вытянутую с севера на юг форму, расстояние от крайней северной точки — Мыса Полярного Сияния до крайней южной — мыса Гюйс (в некоторых источниках — мыс Гайс) — почти 20 километров. Ледяным куполом закрыто не более 40 % острова в его юго-восточной части, на севере и северо-востоке имеется несколько небольших озер.
Назван именем участника арктической экспедиции Джексона-Хармсворта геолога Реджинальда Кётлица.